# Pyrellia suchariti
Pyrellia suchariti är en tvåvingeart som beskrevs av Shinonaga och Tumrasvin 1978. Pyrellia suchariti ingår i släktet Pyrellia och familjen husflugor.
Artens utbredningsområde är Thailand. Inga underarter finns listade i Catalogue of Life.